# Colle di Tenda
Il Colle di Tenda (Col de Tende in francese, Cola dë Tenda in dialetto brigasco, Còl ëd Tenda in piemontese, Còlle de Tenda in ligure) è un valico alpino alla quota di 1.871 metri s.l.m. che separa le Alpi liguri dalle Alpi Marittime.

## Geografia
Collocato sullo spartiacque alpino, è situato tra le regioni del Piemonte e della Provenza-Alpi-Costa Azzurra e la sua sommità divide la Valle del Roia a sud con quella della Vermenagna a nord.
Il valico è aperto in estate, con limitazioni di transito, ma la strada sul lato francese, stretta e da tempo sterrata, ha reso necessario, a seguito degli eventi alluvionali incorsi a fine 2020, che hanno peraltro portato alla chiusura del tunnel, numerosi lavori di adeguamento della vecchia strada.

## Storia
Già identificato come un punto di delimitazione tra la Gallia Cisalpina e la Gallia Narbonense durante la Repubblica romana, il Colle di Tenda trova la prima menzione su un documento storico nel 1178, a proposito delle tappe che un viandante poteva incontrare lungo i sentieri che collegavano Ventimiglia a Borgo San Dalmazzo.
I sentieri che i mercanti di sale diretti in Piemonte e che i pellegrini diretti a Santiago di Compostela batterono durante l'intero Medioevo videro il primo tentativo di ampliamento nel 1614, quando il duca Carlo Emanuele I di Savoia iniziò i lavori per un traforo, che avrebbe dovuto rendere più sicuro l'attraversamento del valico rispetto alla pista di superficie. I lavori terminarono dopo i primi scavi, per mancanza di fondi.
Nella seconda metà del Settecento il sovrano Vittorio Amedeo III diede nuovo impulso ai traffici che passavano dal monte tentando di riavviare i lavori per il tunnel, seguendo ciò che era stato fatto nel secolo precedente: eppure, nemmeno Vittorio Amedeo III riuscì a consegnare un traforo ultimato. Ciò che rimane degli scavi è tuttora visibile, circa a quota 1500, lungo una deviazione della strada a valle del versante italiano del colle: un antro buio e freddo, di forma biforcuta, oggi noto ai valligiani come galleria di Napoleone dopo che un terzo ed altrettanto infruttuoso tentativo di prosecuzione fu compiuto nel 1802 in periodo napoleonico (gli scavi andarono in un senso durante i primi due tentativi e proseguirono per una settantina di metri leggermente deviati sulla destra al fine di incontrare minore resistenza nel terzo ed ultimo tentativo).
Nel 1780 venne dato inizio ai lavori per la pista di superficie, ampliando e rendendo sicuri i sentieri che secoli di carri avevano tracciato sulla montagna. Venne anche stabilito un corpo di guardia il cui mandato era fornire assistenza ai viaggiatori e rendere sicuro il passaggio, soprattutto durante l'inverno.
La pista conclusa servì subito ai rivoluzionari francesi, che nel 1794 passarono il confine proprio dal Colle per invadere il Regno di Sardegna. Tra il 1881 e il 1895 sul Colle e nell'alta valle del Roia fu costruito un massiccio sbarramento fortificato costituito di sei opere, nell'ambito del sistema di difesa il cui intento era proteggere il Piemonte da eventuali assalti nemici, e che ha fatto nascere fortificazioni sull'intero vallo alpino e appenninico attorno alla regione.
Nel 1882, grazie alla mole di studi geologici e geografici effettuati per gli scavi di quota 1750, venne ultimato il Traforo stradale del Colle di Tenda, 3.182 metri di galleria che, da nord a sud, si apre a 1321 m s.l.m. a poca distanza dal bivio per Limonetto, e termina a poca distanza da Viève (Vievola) a quota 1280.
Nel 1898 fu ultimato anche il Traforo ferroviario del Colle di Tenda, molto più lungo di quello stradale (8.099 metri) e ad esso parallelo. Il 25 aprile 1945 il tunnel e il colle furono catturati dalle milizie di Francia Libera, che mettevano per la prima volta piede sul suolo italiano dopo avere scacciato le ultime compagini della Wehrmacht dalla valle Roia.

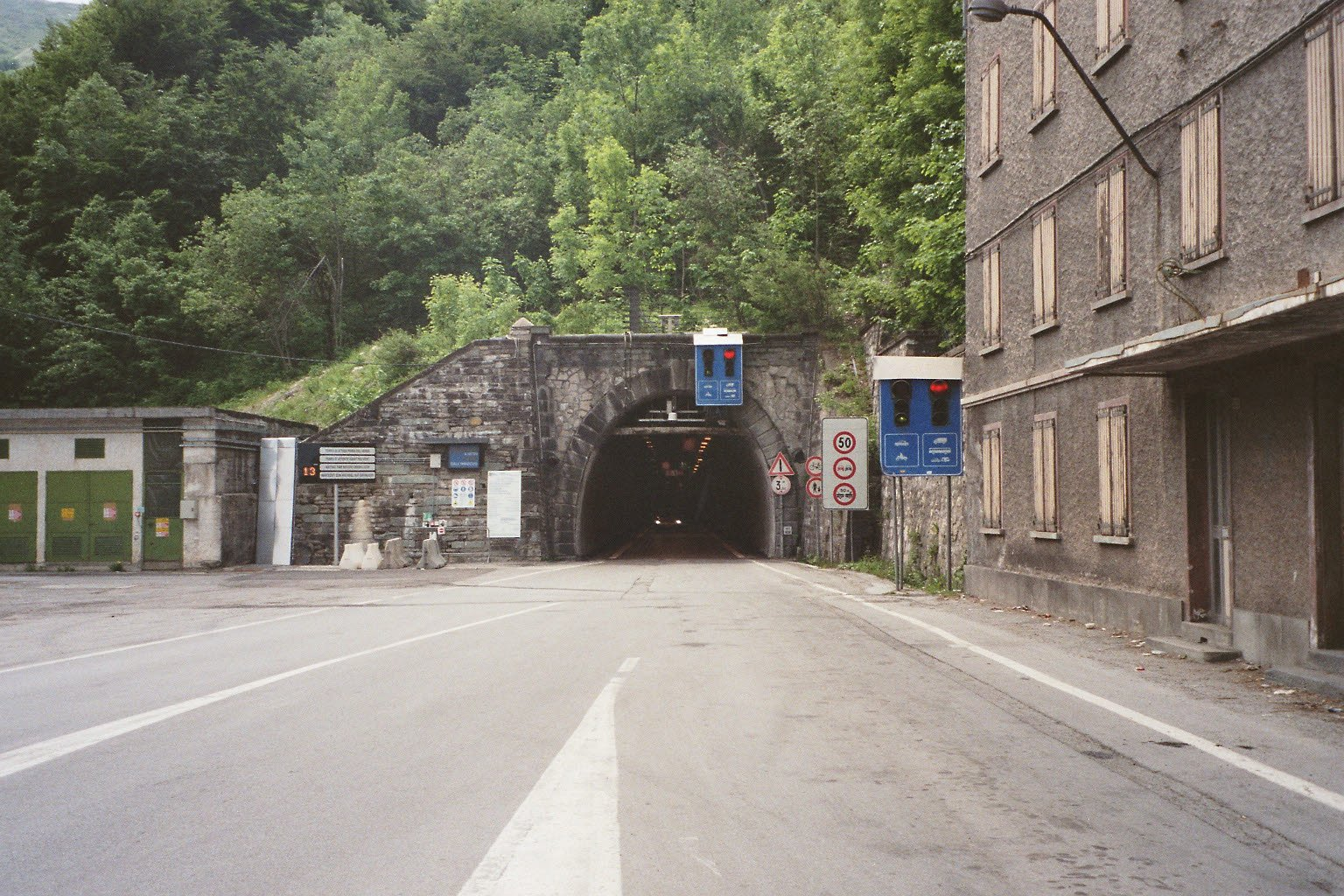
Il tunnel stradale, visto dal lato italiano.

Nel settembre 1947 l'entrata in vigore dei Trattati di Parigi spostarono il confine tra Italia e Francia verso nord, consegnando a quest'ultima Briga, Tenda e la gran parte del Colle, tra cui l'intero complesso dei forti.

## Caratteristiche

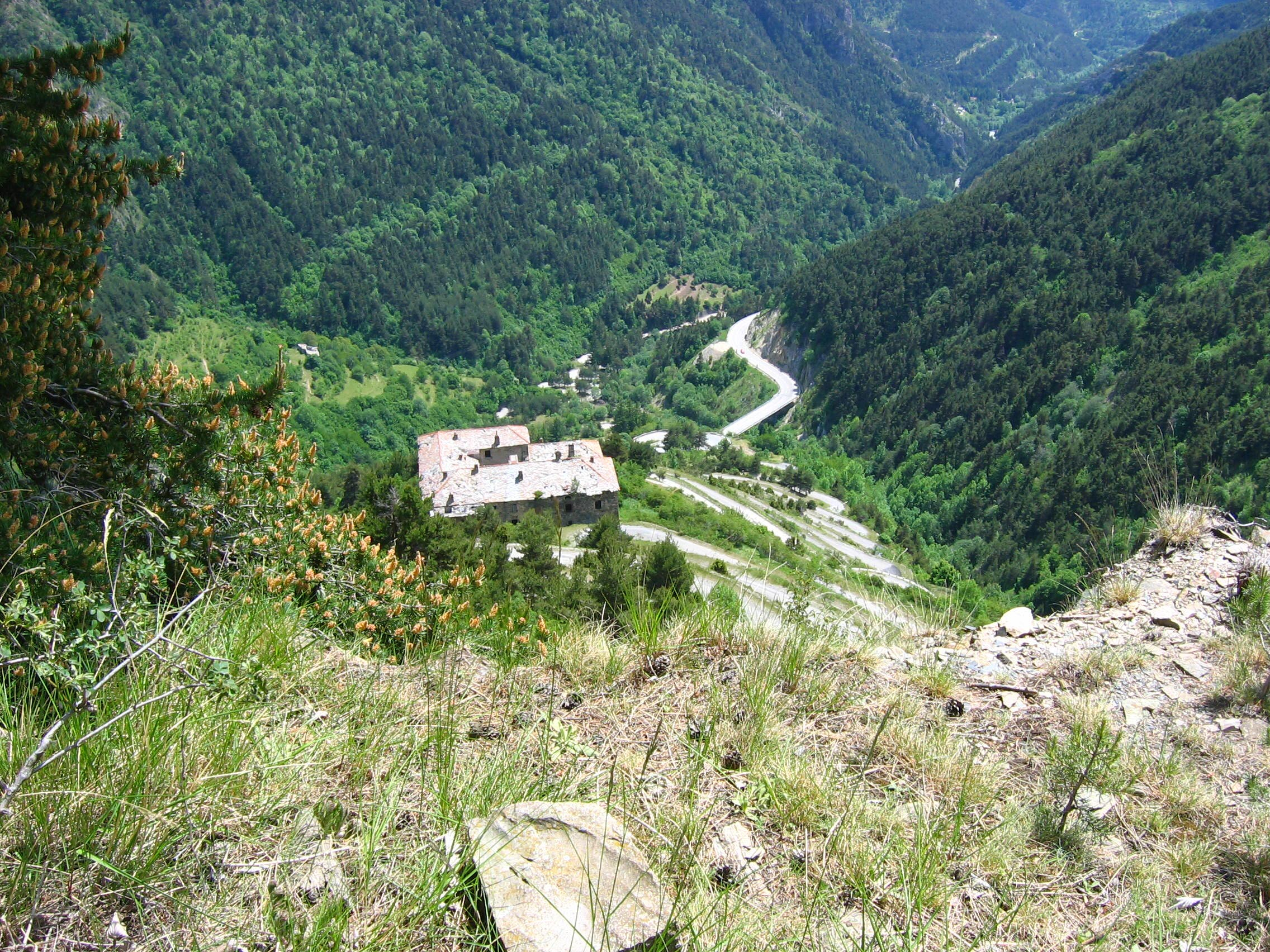
Il versante di Vievola, in primo piano la vecchia strada del colle, e, sullo sfondo, la nuova RD 6204 francese.

Raggiungere la sommità del Colle di Tenda è certamente più facile dal versante italiano che non da quello francese: il declivio, che d'inverno fa parte del comprensorio sciistico di Limone Piemonte e non è percorribile in auto, è più dolce sul versante italiano, e la strada che porta a Limonetto è interamente asfaltata – compresi gli ultimi 950 metri a partire dall'ultimo chalet/ristorante prima della frontiera. Sull'altro versante, al contrario, la strada che porta ai forti e a Vievola è più ripida: essa infatti è ridotta ad una mulattiera che copre un dislivello di 800 metri di altitudine grazie a 48 tornanti percorribili solo a fuoristrada di comprovata affidabilità.
I sei forti che presidiavano il passaggio alla valle del Roia, costruiti nel tardo Ottocento, non hanno mai avuto il battesimo del fuoco, essendo già obsoleti al momento in cui vennero edificati: eppure, nonostante il pluridecennale abbandono (che risale alla Seconda guerra mondiale) è ancora possibile visitare la parte più superficiale delle strutture, che in alcuni casi comprendevano una serie di gallerie di comunicazione oggi completamente lasciate a se stesse. La conservazione di queste opere di archeologia militare è stata possibile proprio grazie all'acquisizione del territorio su cui poggiano da parte di Parigi: i trattati del 1947 non avrebbero consentito, infatti, di mantenere fortificazioni di questa imponenza sul suolo italiano.

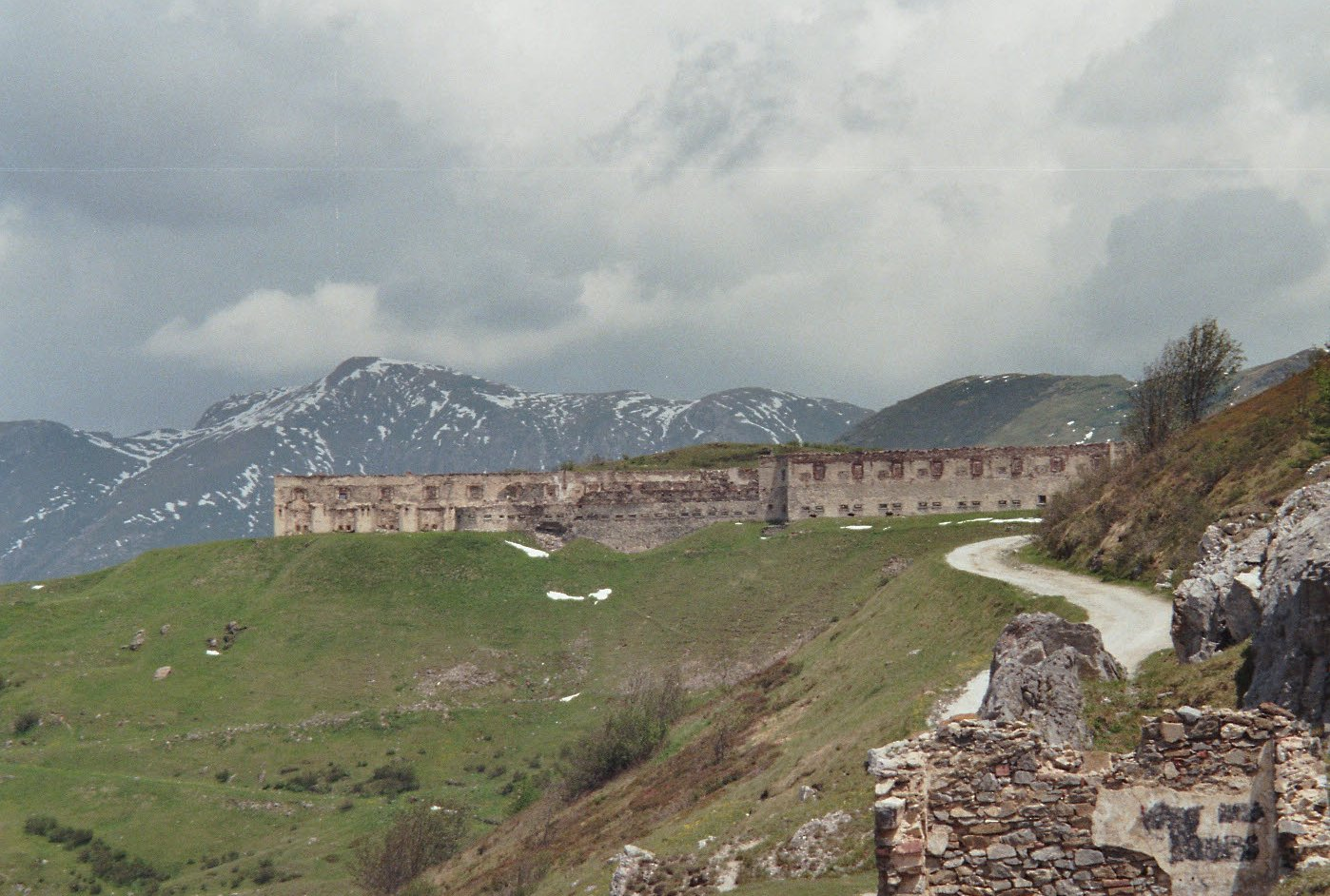
L'edificio delle caserme sotto al Forte Centrale e il primo tratto di strada sterrata, appena a sud dell'attuale confine.

Di seguito vi è la lista dei 6 forti del colle (tra parentesi il nome francese) e le loro quote:
- Forte Colle Alto (Fort Central), 1908 m s.l.m. (l'unico immediatamente a guardia del passo);
- Forte della Margheria (Fort de la Marguerie), 1842 m s.l.m.;
- Forte Taborda (Fort Tabourde), 1942 m s.l.m.;
- Forte Pernante (Fort Pernante), 2117 m s.l.m.;
- Forte Giaura (Fort de Giaure), 2254 m s.l.m.;
- Forte Pepino (Fort Pepin), 2263 m s.l.m.

Durante l'estate il Colle di Tenda è meta di un escursionismo estremamente vivace, corroborato dalle visite ai forti, dalle possibilità di effettuare sport d'altura come il parapendio ed essendo tappa obbligata per tutti coloro che vogliano godere dei magnifici paesaggi offerti dalle valli che si aprono ai piedi della catena montuosa. Inoltre, il colle è a pochi km di distanza da due riserve naturali fondamentali per la regione, il Parco nazionale del Mercantour in Francia e il contiguo Parco delle Alpi Marittime in Italia.

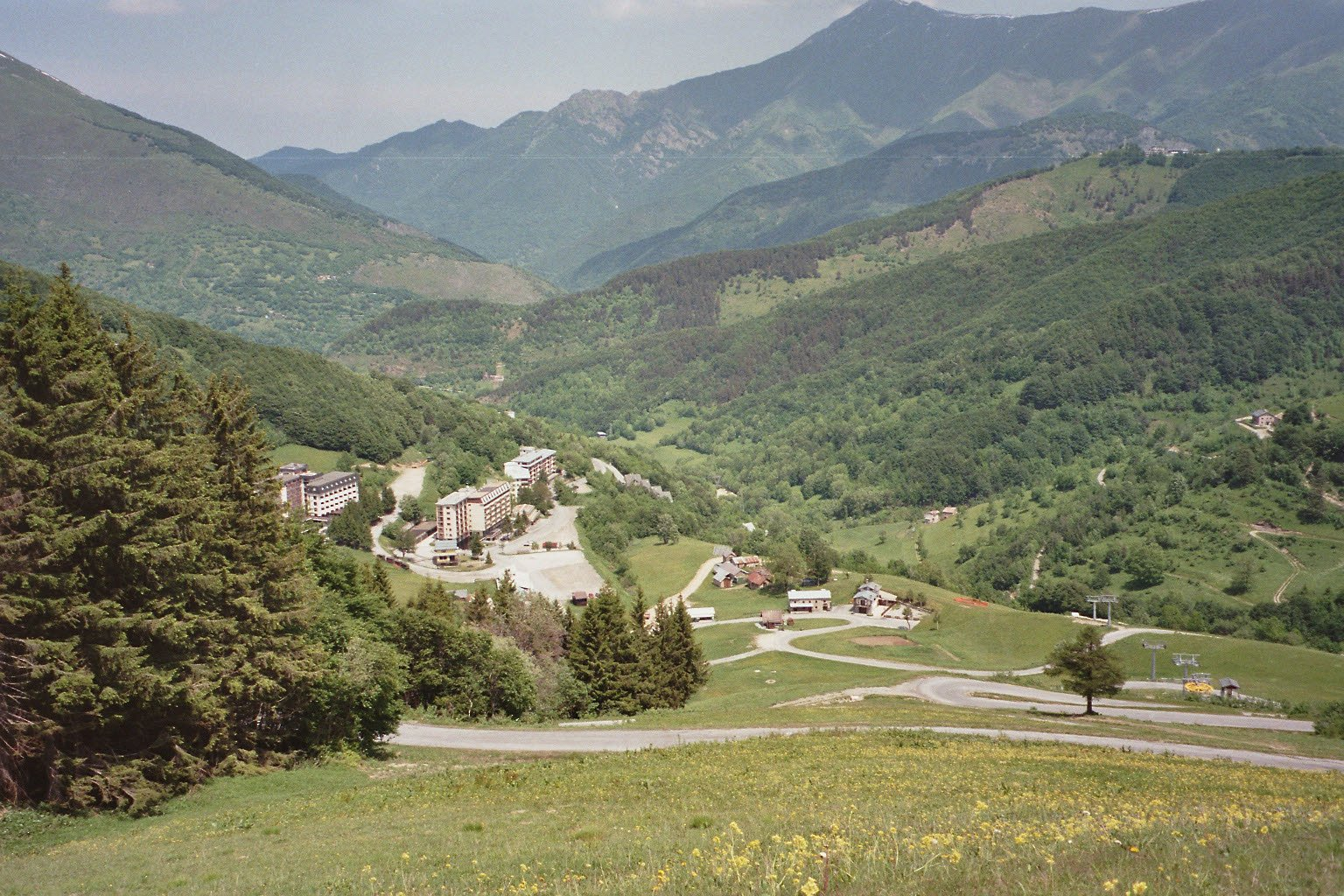
I tornanti asfaltati sul versante di Limone Piemonte.

## Collegamenti stradali
Dal versante italiano il Colle di Tenda si raggiunge dalla città di Borgo San Dalmazzo attraversando le città di Roccavione, Robilante, Vernante e infine Limone Piemonte.
Dal versante francese è raggiungibile da Tenda e attraversando la cittadina di Vievola. Dal valico ha inizio l'Alta Via del Sale, un percorso su strada sterrata lungo 56 km che si allunga fino a Monesi di Triora, nell'alta valle Tanaro: la carrareccia ex-militare attraversa numerosi valichi minori (colletto Campanino, colle della Perla, colle della Boaria, colle dei Signori, colle delle Selle Vecchie), passando in prossimità del rifugio Don Barbera (m 2079) e di alcuni laghetti alpini, il principale dei quali è il lago della Perla (m 2036).